# 韋商臣
韋商臣（1490年—1559年），字希尹，號南苕，浙江长兴县人。明朝政治人物，同进士出身。韋厚之子。

## 生平
正德五年（1510年）浙江乡试第八十二名，嘉靖二年（1523年），登癸未科会试第一百七十六名，廷试三甲第二百十三名进士。次年授大理寺右评事，以敢言聞名。大礼议之后，因上疏反对外放官员，被谪靖江县县丞。六年正月量移德安府推官，八年冬升河南按察司僉事，分司汝宁。曾治里居給事中杜桐殺人罪。杜桐到吏部尚書汪鋐处构陷。不久，韋商臣遷四川左參議，随即于嘉靖十四年（1535年）正月以考察不过为由落職歸里。居家曾與孙济、蔡玘、唐枢等一十五人，结岘山逸老之社。嘉靖三十八年（1559年）孟春，商臣因背疽發作而卒，享年七十歲。

## 著作
著有《南苕集》一卷、《三隐草堂记》等。

## 家族
曾祖韋謙。祖父韋齡，贈知县。父韋厚，历官贵溪、麻城知县、黄州府同知。前母吴氏，贈孺人；母胡氏，封孺人。永感下。兄堯臣，歲贡生；弟唐臣、蜀臣。有韋天啓、韋天寵、韋天申、韋天守四子。